# 国分村 (島根県)
国分村（こくぶむら）は、島根県那賀郡にあった村。現在の浜田市の一部にあたる。

## 地理
- 海洋：日本海[1]

## 歴史
- 1889年（明治22年）4月1日、町村制の施行により、那賀郡国分村、久代村が合併して村制施行し、国分村が発足[1][2]。
- 1941年（昭和16年）8月1日 - 那賀郡上府村、下府村と合併して国府村を新設して廃止された[1][2]。

### 地名の由来
千鎌郡仁万村から国分寺を当地に移転したことによる。

## 産業
- 農業、漁業[1]。

## 景勝地
- 石見畳ヶ浦[1]